# Joshua Bean
Joshua H. Bean (né en 1812, mort le 7 novembre 1852) est le premier maire de San Diego. Il était le frère du juge Roy Bean qui se faisait appeler « La Loi à l'ouest du Pecos ».